# Apio Claudio Craso (tribuno consular 424 a. C.)
Apio Claudio Craso  fue un político y militar romano del siglo V a. C. perteneciente a la gens Claudia.

## Familia
Apio Claudio fue miembro de los Claudios Crasos, la más antigua familia patricia de la gens Claudia. Fue hijo del decenviro Apio Claudio Craso.

## Tribunado consular
Obtuvo el tribunado consular en el año 424 a. C., un año que se caracterizó por la paz exterior y la ausencia de agitaciones internas. Junto con sus compañeros, organizó unos fastuosos juegos para celebrar la victoria sobre Fidenas de dos años antes.
Ante la insistencia de los tribunos de la plebe de presentar candidatos plebeyos al tribunado consular, Claudio y sus colegas reunieron al Senado cuando aquellos estaban ausentes de Roma y publicaron un senadoconsulto por el que se convocaban elecciones consulares para el año siguiente. Apio Claudio fue nombrado prefecto de la Ciudad mientras sus colegas iban a territorio hérnico para investigar las noticias que decían que los volscos habían invadido su territorio.
Según Tito Livio, Claudio se comportó en todo momento de un modo enérgico, fruto de su educación antiplebeya característica de los Claudios.